# Quinten Hann
Quinten Hann (ur. 4 czerwca 1977), snookerzysta australijski.
Karierę zawodowego snookerzysty rozpoczął w 1995. W latach 2002–2004 figurował w rankingu światowym na pozycji nr 14, w 2003 był w 1/8 finału mistrzostw świata. Łącznie osiągnął cztery ćwierćfinały w turniejach rankingowych.
Hann w środowisku snookerowym słynął z temperamentu i licznych kontrowersji. Miłośnik sportów ekstremalnych, doznał kilkakrotnie złamań kończyn (wypadek motocyklowy, upadek przy skoku ze spadochronem). Złamanie stopy sprawiło, że w turnieju UK Championships w 2001 był zmuszony do gry bez obuwia. Wielokrotnie wypowiadał się krytycznie o Wielkiej Brytanii, sugerując przeniesienie ważnych turniejów snookerowych do Australii. 
Jego kariera załamała się w 2005. Hann zgodził się przegrać mecz w stosunku zaproponowanym przez podstawionego bukmachera, co okazało się prowokacją dziennikarzy pisma "The Sun". W lutym 2006 złożył członkostwo w federacji światowej (World Professional Billiards and Snooker Association). Uznany przez federację za winnego, został zdyskwalifikowany na osiem lat i utracił wszystkie punkty rankingowe. Obecnie gra profesjonalnie w poola.